# Paul Tanner
Paul Tanner (15. října 1917 Skunk Hollow, Kentucky, USA – 5. února 2013 Carlsbad, Kalifornie, USA) byl americký pozounista, v letech 1938–1942 člen souboru Glenn Miller Orchestra. Následně Miller svůj orchestr rozpustil a odešel do armády, kde rovněž měl orchestr, ale Tanner v něm již nepůsobil. Ve stejném roce odešel do armády i Tanner. Později byl profesorem na Kalifornské univerzitě v Los Angeles a pracoval jako studiový hudebník. V padesátých letech vynalezl nástroj nazvaný Tannerin (případě electro-theremin) napodobující zvuk thereminu. V roce 1966 na tento svůj nástroj hrál například na hitovém singlu skupiny The Beach Boys „Good Vibrations“.